# Anax parthenope
Anax parthenope (Selys, 1839). je vrsta iz familije Aeshnidae. Srpski naziv ove vrste je Mali carević.

## Opis vrste
kod oba pola postoji crna linija u dužini celog trbuha. Trbuh mužjaka je generalno taman, preovladava braon boja, osim drugog i dela trećeg segmenta trbuha koji su plave boje. Trbuh ženke je nešto svetliji s više plave boje. Oba pola imaju svetlobraon grudi sa tankim, crnim crticama. Kod oba pola, između prva dva segmenta trbuha, nalazi se karakterističan, žuti prsten. Po njemu se ova vrsta jasno razlikuje od srodne vrste Anax ephippiger. Oči oba pola su zelene ili zeleno-plave boje. Krila su providna, na sredini blago oker obojena, s braon pterostigmom .

## Stanište
Naseljava sve tipove stajaćih voda na manjim nadmorskim visinama.

## Životni ciklus
Za razliku od srodnih vrsta, ova vrsta polaže jaja u tandemu. Jaja se brzo razvijaju i iz njih izlaze larve čiji rast i razviće traje oko dve godine. Odrasle larve izlaze iz vode i izležu se na obalnim biljkama na kojima ostavljaju svoju egzuviju.

## Sezona letenja
Sezona letenja traje od aprila do oktobra.